# Cinévie
Cinévie est une revue hebdomadaire française grand public, principalement consacrée à la vie et à la carrière des vedettes de cinéma. Créée en 1945, elle fusionne en 1948 avec Cinévogue devenant Cinévie-Cinévogue avant d'être absorbée l'année suivante par son concurrent Cinémonde.
L. de Premio-Réal en fut le directeur de la publication et Marc Moallic le directeur artistique.
Sous-titrée « magazine illustré du cinéma », elle comporta notamment des critiques de films signées par François Chalais et France Roche.